# Gare de Rodez
Gare de Rodez – stacja kolejowa w Rodez, w departamencie Aveyron, w regionie Oksytania, we Francji.
Jest stacją Société nationale des chemins de fer français (SNCF), obsługiwaną przez pociągi Intercités, TER Midi-Pyrénées i TER Languedoc-Roussillon.